# Maesia Sentia
Maesia Sentia eller Amaesia Sentia var en romersk orator. 
Hon försvarade sig offentligt sedan hon åtalats för ett brott och vann stor beundran för sin retoriska förmåga. Hennes försvarstal hölls inför praetorn år 77 f.Kr. Hon framhölls med beundran som ett föredöme av Valerius Maximus. Hon kallades "Androgyne" och ansågs ha en mans ande i en kvinnas kropp. 
En krater på asteroiden 4 Vesta har fått namnet Sentia efter henne.